# Toshio Maeda
Toshio Maeda (前田俊夫?; Osaka, 1953) è un fumettista giapponese.
Ha firmato manga di ogni genere, tuttavia è ricordato nel mondo come "tentacle master", creatore degli hentai con i tentacoli. Molte delle opere di Maeda sono state utilizzate come base per OAV, tra cui il noto La Blue Girl, Adventure Kid e Urotsukidoji.

## Biografia

### Carriera
Maeda è un mangaka autodidatta senza diploma né studi legati al disegno. A 16 anni lasciò Osaka per andare a Tokyo come assistente di un fumettista professionista. Si è specializzato in manga per adulti al fine di evitare tutte le restrizioni di tipo sessuale, politico e religioso che sono state poste sui manga per bambini.
Il lavoro pionieristico di Maeda, Urotsukidoji, uscito nel 1986, viene così considerato: "Nessun altro titolo a parte Akira è stato così influente nel mercato in lingua inglese". Maeda stava lavorando per una rivista per adulti e voleva creare qualcosa di diverso rispetto al consueto racconto della vita quotidiana erotica.
Viene considerato l'inventore del genere "tentacle rape". Maeda ha spiegato che nel periodo in cui era illegale in Giappone raffigurare i genitali nell'atto dell'amplesso, gli artisti avrebbero usato ogni trucco possibile per evitare la censura e si può dire che i tentacoli di una creatura non erano di certo un pene.
In un'intervista blog ha dichiarato che gli piacerebbe venisse scritto "Tentacle Master" sulla sua lapide. Decisamente eccentrico ed orgoglioso del suo ruolo nell'immaginario popolare.
Maeda è stato anche un ospite d'onore al BAAF (Big Apple Anime Fest) tenutosi a New York nell'ottobre del 2001. È stato acclamato come "l'artista più influente di manga erotici in Giappone" e il suo capolavoro Urotsukidoji è stato descritto come "il fondamento per l'intero genere' erotico-grottesco 'di anime giapponesi". Maeda è stato il relatore principale al Simposio BAAF e ha introdotto una retrospettiva del suo lavoro.
Uno sfortunato incidente in moto nel 2001 ha limitato la sua capacità nel disegno, ma ha continuato ad usare il suo computer per creare personaggi e scrivere.
A partire da settembre 2010, Toshio Maeda ha aperto il suo sito ufficiale, con il club Tentacle, dove gli utenti possono registrarsi e leggere per intero i suoi manga con una piccola quota mensile di 500 yen.